# Manchester (condado de Bennington, Vermont)
Manchester es una villa ubicada en el condado de Bennington en el estado estadounidense de Vermont. En el año 2010 tenía una población de 749 habitantes y una densidad poblacional de 80,54 personas por km².

## Geografía
Manchester se encuentra ubicado en las coordenadas 43°9′43″N 73°4′18″O / 43.16194, -73.07167.

## Demografía
Según la Oficina del Censo en 2000 los ingresos medios por hogar en la localidad eran de $57,321 y los ingresos medios por familia eran $92,044. Los hombres tenían unos ingresos medios de $60,469 frente a los $22,250 para las mujeres. La renta per cápita para la localidad era de $40,851. Alrededor del 5% de la población estaba por debajo del umbral de pobreza.